# MSDOS.SYS
MSDOS.SYS — один з основних системних файлів операційних систем MS-DOS і Windows 9x.
У версіях MS-DOS від 1.1x до 6.22 включно ядро дискової операційної системи міститься саме у цьому файлі. Основна функціональність MSDOS.SYS — обробка файлів і каталогів, а також керування запуском бінарних програм. Файл завантажується після IO.SYS у рамках початкового завантаження ОС.
У системах Windows 95 (MS-DOS 7.0) і Windows ME (MS-DOS 8.0) ядро DOS об'єднане у один файл IO.SYS (також відомий[де?] як WINBOOT.SYS), а файл MSDOS.SYS став звичайним текстовим файлом конфігурації, таким як CONFIG.SYS. Цей файл конфігурації ігнорується, якщо у кореневому каталозі пристрою завантаження існує файл WINBOOT.INI. У цьому випадку директиви конфігурації читаються саме з WINBOOT.INI.
Деякі[які?] утиліти очікують, що файл MSDOS.SYS має розмір принаймні 1 кілобайт. Саме це є причиною того, що у Windows 9x/ME у цьому файлі присутній дуже довгий коментар-«заповнювач».
За замовчуванням MSDOS.SYS знаходиться у кореневому каталозі розділу або пристрою завантаження ОС (як правило C:\ для жорстких дисків, A:\ для гнучких), має атрибути «прихований» (англ. hidden), «лише для читання» і «системний».
У IBM PC DOS, а також DR DOS починаючи з версії 5.0 (за винятком DR-DOS 7.06), аналогічний файл називається IBMDOS.COM. DR DOS від 3.31 до 3.41 включно використовують ім'я DRBDOS.SYS, а FreeDOS — KERNEL.SYS.
Операційні системи, засновані на Windows NT (NT 3.1-4, 2000, XP і 2003) мають інший механізм початкового завантаження (NTLDR). Системи Windows NT 6+ (Vista, 2008, 7, 8, 8.1 і 10) для цих цілей використовують завантажник bootmgr.